# Borneogoudborstbuulbuul
De borneogoudborstbuulbuul (Rubigula montis synoniem: Pycnonotus montis) is een zangvogel uit de familie van de buulbuuls. 

## Verspreiding en leefgebied
Deze soort is endemisch in de hooglanden van noordelijk Borneo.

## Status
De grootte van de populatie is niet gekwantificeerd maar de soort wordt omschreven als algemeen. Op de Rode lijst van de IUCN heeft deze soort de status niet bedreigd.